# Ephedra milleri
Ephedra milleri är en kärlväxtart som beskrevs av Helmut E. Freitag och Maier-st. Ephedra milleri ingår i släktet efedraväxter, och familjen Ephedraceae. Inga underarter finns listade i Catalogue of Life.